# Sylvain Delma
 Sylvain Delma Mbo , né à Kingala le 12 décembre en 1949 est un homme politique de la République démocratique du Congo et député national, élu de la circonscription de Bagata dans la province du Kwilu,,,.

## Biographie
Sylvain Delma Mbo est né à Kingala le 12 décembre 1949, élu député national dans la circonscription électorale de Bagata dans la province du Kwilu, il est membre du parti politique MS.